# Tumbulo
Tumbulo, anteriormente conhecida por Lomaum, é uma vila e comuna angolana, pertencente ao município do Cubal, na província de Benguela.
A vila é uma cidade operária para a Central Hidroelétrica de Lomaum, porém possui dinâmicas econômicas agrícolas e extrativistas.